# 生态学词汇表
本文旨在提供一份尽可能完整的有关生态学及相关领域的术语列表，按条目对应的英文词组排序。

## A
- 非生物成分
- 适应行為
- 阿利效应
- α多样性
- 动物行为学——對動物行為的科學客觀研究
- 动物通讯
- 动物迁徙
- 水生植物
- 岛屿生物地理学
- 地球大气层——地球引力作用下大量气体聚集在地球周围所形成的包层
- 自养生物——通常利用光能（光合作用）或無機化學反應（化學合成）由周圍環境中存在的簡單物質產生復雜有機化合物（例如碳水化合物，脂肪和蛋白質）的生物

## B
- 行为生态学
- 底栖生物——生活于水体沉积物内部、表面或接近水体底部的生物生态类群
- β多样性
- 生物地球化学
- 生物地理分布区——地球表面的生物地理划分
- 生物地理学——生物有机体过去和现在的地理分布，以及相关研究领域
- 竞争 (生物学)
- 生物放大
- 生物组织——細胞和完整生物體之間的細胞組織水平; 使用通用功能組合在一起的單元格
- 生物量
- 生物圈——所有生態系統的全球總和
- 生物群系——由相对一致的气候、土壤等环境特征的独特生物群落组成的生态系统
- 生物成分
- 针叶林——维基媒体消歧义页

## C
- 伪装 (动物学)
- 林冠
- 碳循环——自然界中有机和无机含碳化合物在生物和非生物的作用下，发生一系列相互转化的生物及地球化学过程
- 气候——地球上某一地区各种天气状况的综合表述
- 气候变化
- 顶极群落
- 群落——在一定空间里，多种生物种群的集合称为群落。
- 共生——两种或多种生物按某种模式相互依存、相互作用，生活在一起而形成的共同生存、协同进化的种间关系
- 竞争排斥原理
- 针叶林——维基媒体消歧义页
- 保护生物学——研究生物多样性变化规律及其保护的科学
- 合作——发生在人际传播中的一种双方传播行为，个人与个人、群体与群体之间为达到共同目的，彼此相互配合的联合行动方式
- 珊瑚礁——海中由珊瑚與藻類鈣化沉積而成的岩石
- 冰冻圈

## D
- 温带落叶林
- 深层生态学
- 森林砍伐
- 沙漠——寬闊平坦的荒漠區域
- 荒漠化——由于气候变化和人类活动等因素造成的干旱、半干旱地区或半湿润地区的土地退化
- 优势 (生态学)

## E
- 地球科学——研究地球的學科
- 生态学——研究生物间及生物与非生物环境间相互关系的学科
- 恐惧生态学
- 生态经济学
- 生态环境
- 生态赤字——生态足迹与生物承载力的差值
- 生态工程
- 生态足迹
- 生态位——生物在生态系统或群落中的功能、地位以及与其他生物之间的营养关系
- 生态阈值
- 生态系统服务
- 生态过渡带
- 生态区域——生活着一系列独特自然群落的较大面积的陆地或水体单元
- 生态区
- 生态演替
- 外部性——經濟學名詞
- 厄尔尼诺——在太平洋發生的氣候現象
- 濒危物种——世界自然保護聯盟（IUCN）在評估生物的生存現狀時所使用的一個等級
- 自然环境——未经人类加工改造而天然存在的环境
- 环境退化
- 环境科学——研究人类与环境相互作用的跨学科领域
- 环境修复
- 河口——河流的终点
- 富营养化——人类活动带来的营养物质大量进入水体，导致藻类和其他浮游生物过度生长，破坏水体生态平衡，进而引起水质恶化及景观破坏
- 蒸发
- 蒸发散
- 外来物种——通过人类活动有意或无意引入的物种
- 嗜极生物

## F
- 底层水#湖泊水文地理学
- 旗舰物种
- 森林生态学
- 基石物种
- 淡水生物学
- 真菌——生物的界

## G
- 竞争排除原则
- 全球变暖——自19世紀後期以來，地球大氣和海洋的平均溫度上升，以及預計的持續性
- 草地
- 温室效应——令行星暖化的大氣層效應

## H
- 栖息地破碎化
- 盐生植物——能够在高含盐生境中生长并完成其生活史的植物总称
- 异养生物——通过摄取食物来维持其个体生长发育的生物
- 体内稳态
- 灌木——无明显直立主干的木本植物
- 宿主——提供寄生物生存环境和营养使其完成生活史的受体生物
- 人类生态学——应用生态学原理研究人类社会与生态环境相互关系的一门学科
- 腐殖质——有机土壤
- 水生植物
- 热液喷口
- 缺氧 (环境)

## I
- 本能行为
- 岛屿生物地理学
- 潮间带——潮浸地带，高潮时淹没，低潮时露出
- 种内竞争
- 离子交换

## J
- 丛林

## K
- 海带——异鞭毛藻门褐藻纲海带目海带科海带属的一种，为北太平洋西部特有的冷温性大型褐藻

## L
- 拉尼娜——气候
- 湖——水体类型
- 景观生态学——研究景观结构、功能、演化和管理，及其与生态和社会经济过程相互关系的整合性交叉科学
- 求偶场
- 地衣——专化型真菌与相应的藻类或蓝细菌组成的共生生态系统
- 湖沼学——水文地理学分支
- 岩石圈
- 逻辑斯谛函数——數學函數
- 洛特卡-沃尔泰拉方程

## M
- 红树林
- 海洋生态系统——咸水环境中的生态系统
- 海洋雪——海洋中像雪花一样不断沉降的有机物碎屑
- 沼泽
- 微生物生态学
- 微气候
- 拟态——生物在形态、行为等特征上模拟另一种生物，从而使自身受益的现象
- 季风
- 山地生态学
- 互利共生

## N
- 自然资源——天然存在且具有利用价值的自然诸要素
- 自然科学——研究大自然中有机或无机的事物和现象的科学，大致可分为生命科学与物质科学两大主要领域
- 自然选择——個人差異生存和繁殖的進化機制
- 自然——宇宙萬物
- 生态位构建
- 硝化作用

## O
- 海洋——較大面積的鹹水區域
- 老田地 (生态学)
- 缺氧

## P
- 古生态学
- 信息素
- 磷循环——磷元素在生态系统中运动、转化和往复利用的过程
- 植物形态学
- 浮游植物
- 浮游生物——以悬浮状态生活在水中的水生生物的统称
- 植物——多细胞真核生物的一大类群，具有细胞壁，能通过叶绿素进行光合作用
- 植物群落
- 极地气候
- 政治生态学
- 传粉
- 种群生态学——研究生物种群及其成员个体与环境之间、种群内个体之间，以及种群与种群之间相互作用的学科
- 正反馈——一种放大初始小效应的反馈回路
- 草原
- 捕食——一種生物直接捕捉、吞食另一種生物而獲取營養的現象
- 捕食者——一種生物直接捕捉、吞食另一種生物而獲取營養的現象
- 猎物——被猎捕的动物
- 初级生产——通过光合作用等过程，将大气或水溶液中的二氧化碳合成为有机化合物
- 生态生产力

## R
- 雨影
- 生态恢复
- r/K选择理论
- 径流——地球上水在蒸发和重力的作用下，以气态、液态和固态形式在陆地、海洋和大气间不断转移的过程

## S
- 腐生营养
- 稀树草原——稀树草原
- 次生演替
- 固著
- 性选择
- 社会性动物——與其物種的其他成員有很大互動的動物
- 社会行为
- 寄生#社会寄生
- 社会性——與其物種的其他成員有很大互動的動物
- 土壤——物質
- 土壤生态学
- 土壤微生物学
- 土壤呼吸
- 源-汇动态
- 草原
- 硫循环——硫元素在生态系统中运动、转化和往复利用的过程
- 溪流

## T
- 温带落叶林
- 领地 (动物)——動物的領地
- 理论生态学
- 营养级
- 热带——赤道與回歸線之間的區域
- 热带雨林——地球上的生物群系與地理現象
- 苔原
- 托喀依

## U
- 上升流

## V
- 植被
- 病毒——非細胞感染性的病原體類型

## W
- 水循环——地球上水在蒸发和重力的作用下，以气态、液态和固态形式在陆地、海洋和大气间不断转移的过程
- 水污染——水體的污染
- 水蒸气——氣相水; 與其他形式的水不同，水蒸氣是看不見的
- 杂草
- 湿地——土地面積永久或季節性飽和的水

## X
- 干旱——通常指某一区域由于较长时期的降水不足，导致区域内可利用水量发生亏缺，不能满足生态环境和人类的生存及经济活动需求的气候现象
- 旱生植物——经过长期自然选择和适应，在形态、解剖结构和生理代谢等方面具有一系列耐旱特征，能在干旱环境中正常生长发育和繁衍的一类植物

## Z
- 浮游动物